# Маркграфство Монферрат

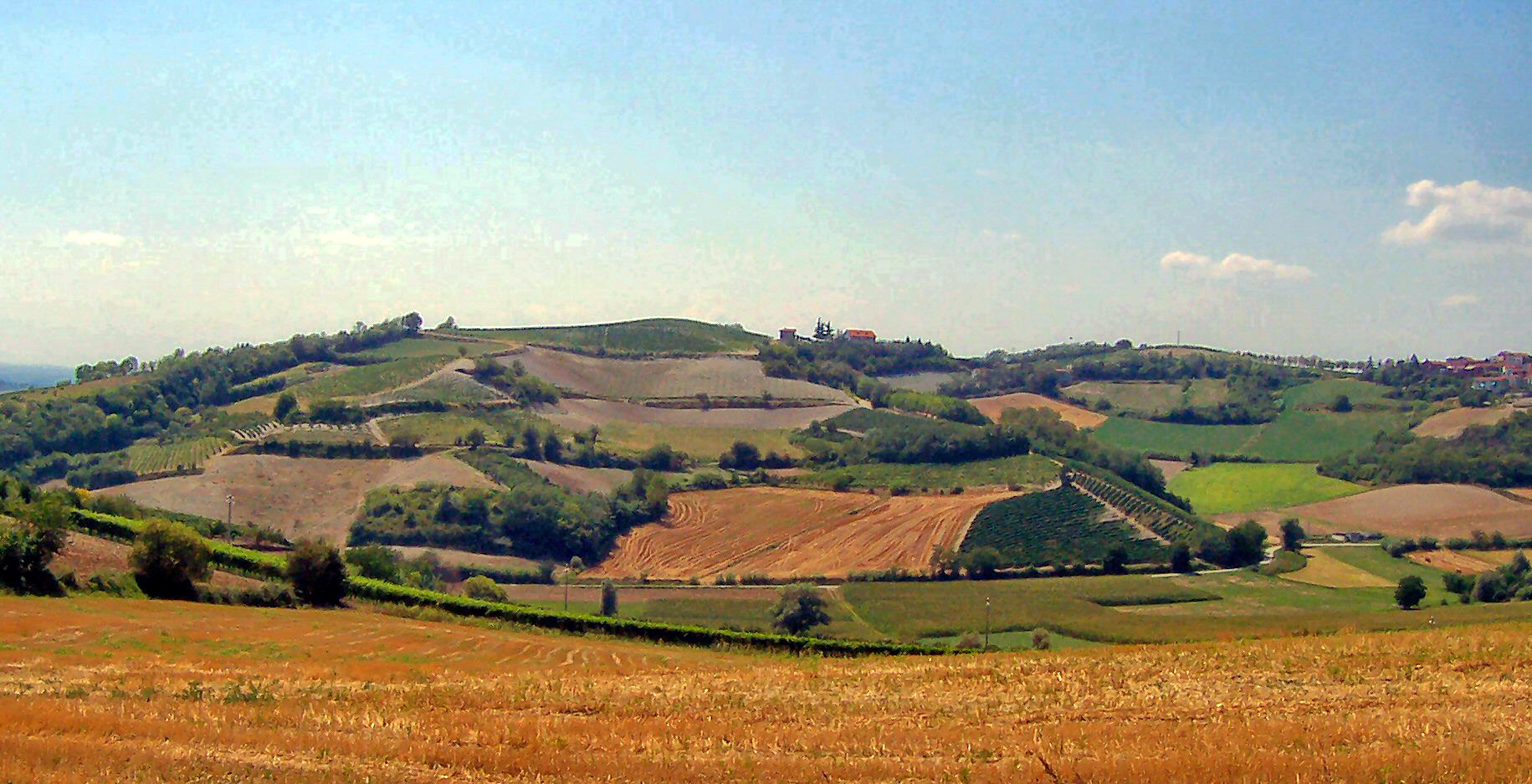
Монферратский пейзаж.

Маркграфство Монферрат (итал. Marchesato del Monferrato; итал. Montferrat, Monferrato) — маркграфство в Италии, ныне часть провинции Пьемонт, расположено было между Морскими Альпами и рекой По; занимало около 2750 км². Изначально графство под вассалитетом итальянского короля Беренгара II, в 967 году было передано под управление германского императора Оттона I, который дал ему статус маркграфства (маркизата). Столица — город Казале-Монферрато.

На карте за 1180 год

На карте за 1250 год

## История
К концу XI века монферратские Алерамичи оставались единственным реликтом чистого феодализма в Северной Италии. Они как были, так и остались полновластными хозяевами своих земель, и прямыми вассалами германских императоров и им не пришлось делить эту власть ни с независимыми епископами, ни с муниципалитетами городов-республик, ни со ставленниками римских пап. Маркграфы Монферрата в борьбе верхнеитальянских городов стояли большей частью на стороне Штауфенов.
В крестовых походах отличались некоторые из владельцев Монферрат: Конрад Монферрат был два года королём Иерусалима, а затем (1192) убит асассинами, а его брат Бонифаций Монферрат был одним из вождей разгрома Византии (1204) и королём Фессалоник, но через три года его отрезанную голову преподнесли болгарскому царю. Осторожной политикой во время гвельфо-гибеллинских распрей и богатыми браками Гульельмо, «великий маркграф», значительно возвысил силу маркграфства. Внук его (от дочери его Иоланты и византийского императора Андроника) Феодор Палеолог наследовал Монферрат в XIV веке.
При сыне последнего, Иоанне (Джованни, † 1372), Монферрат достиг самой цветущей поры самостоятельного существования; позже, теснимый Миланом и Савойей, он был вынужден стать в ленную зависимость от Савойского дома.
В 1536 году, когда угас род Палеологов, маркграфство перешло к Федерико II Гонзага, герцогу Мантуанскому.

## Герцогство Монферрат
С 1574 года маркграфство Монферрат стало герцогством. В 1627 году, после того как пресеклась старшая отрасль рода Гонзага, разгорелась Война за мантуанское наследство. По итогам войны большая часть Монферрата осталась за Карло I Гонзага и его наследниками, а меньшая перешла к Савойскому дому.
В 1703 году Гонзага были изгнаны императором Леопольдом I, а герцогством Монферрат завладела Савойя. Утрехтский мир оставил весь Монферрат за Савойским домом.

## Список правителей Монферрата

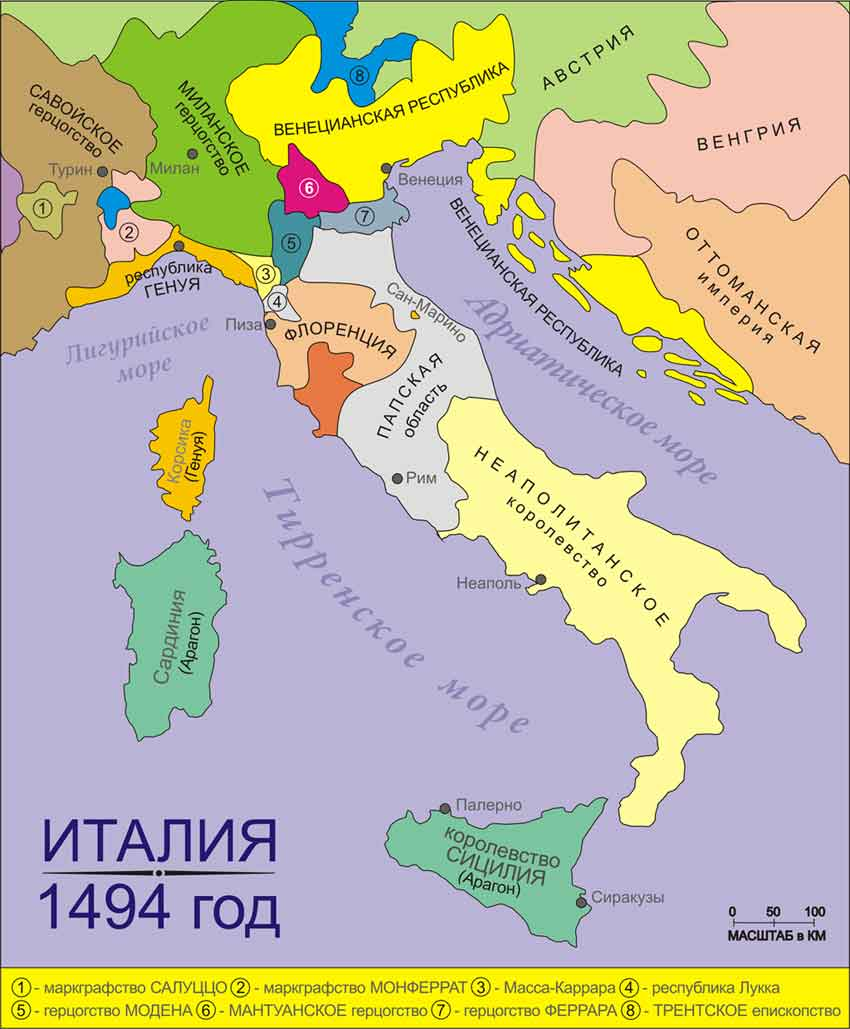
Под цифрой (2) на карте Италии XV века выделен Монферрат.

Монферрат на карте Северной Италии (слева)

Дом Алерамичи, маркграфы Монферрат, ошибочно выводили своё происхождение от Хлодвига. Династия монферратских правителей прославилась в крестовых походах и побывала на троне Иерусалима.

### Алерамичи (Алерамиды)
1. Гульельмо I, сеньор Монферрат (ок.900 — 954)
2. Алерамо (Адальрам), сын, сеньор Монферрат (ок.954 — 967), маркграф Монферрат (967—969)
3. Гульельмо II, сын (960—961), соправитель
4. Оттоне I (Оддон I), брат (969 — 91)
5. Гульельмо III, сын (991—1042)
6. Энрико, сын (1042—1044)
7. Оттоне II, брат (1044 — 84)
8. Гульельмо IV, сын (1084—1111)
9. Раньери (Ренье), сын (1111 — 37)
10. Гульельмо V Старый, сын (1137 — 91)
11. Конрад, сын (1191 — 92), король Иерусалима (1192)*, князь Тиросский (1187—1192)
12. Бонифаций I, брат (1192—1207), король Фессалоники (1204 — 07)*, Гульельмо Длинный Меч, брат, граф Яффы и Аскалона (1176 — 77), Деметрио, сын Бонифация I, король Фессалоники (1207—1224)*
13. Гульельмо VI, сын Бонифация I (1207 — 25)
14. Бонифаций II Большой, сын (1225 — 55)
15. Гульельмо VII Великий, сын (1255 — 90)*, отрёкся в 1290
16. Джованни I Справедливый, сын (1290—1305)
17. Ирина Монферратская, сестра (1305—1306), была замужем за Андроником II Палеологом, императором Византии

### Палеологи
1. Теодоро I (Феодор I) (1305—1338), сын Ирины Монферратской и Андроника II Палеолога
2. Джованни II (Иоанн II), сын (1338—1372), синьор Асти (1339 — 1340, 1356 — 1360, 1361 — 1372), имперский викарий в Италии
3. Оттоне III, сын (1372—1378)
4. Джованни III, брат (1378—1381)
5. Теодоро II, брат (1381—1418), правитель Генуи и синьор Савонский (1409 — 1413), имперский викарий в Италии
6. Джан Джакомо (Джованни Якопо), сын (1418—1445)
7. Джованни IV, сын (1445—1464)
8. Гульельмо VIII, брат (1464—1483)
9. Бонифаций III, брат (1483—1493), отрёкся в 1493
10. Гульельмо IX Джованни, сын (1493—1518) Усыпальница маркграфов Монферрата — аббатство Лючедио
11. Бонифаций IV, сын (1518 — 1530)
12. Мария I, сестра (1530—1531)

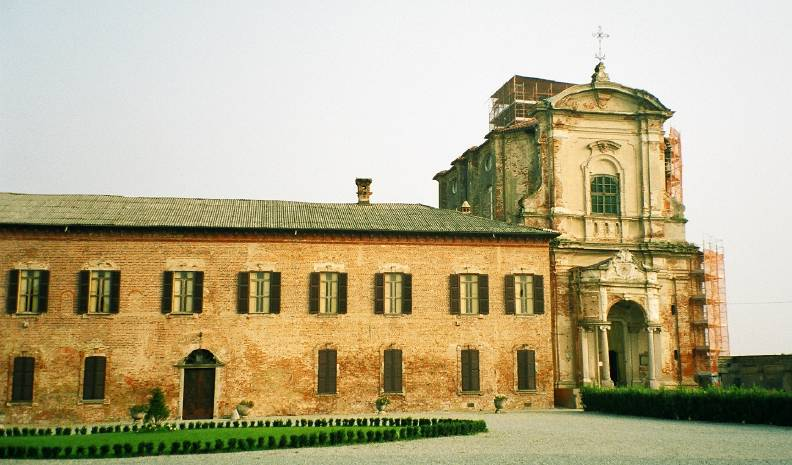
Усыпальница маркграфов Монферрата — аббатство Лючедио

13. Джованни Джорджо, сын Бонифация III (1530 — 1553), аббат в Лючедио (1507 — 1518), епископ Казальский (1517 — 1518), сложил духовное звание в 1533
14. Маргарита, сестра Марии I и Бонифация IV, (1531—1566), муж Федерико II Гонзага, герцог Мантуи
15. Имперская оккупация (1533-1536)
16. Перешло к Мантуе (1536-1713) (с 1575 герцогство Монферрато)
17. Перешло к Савойе (1713)

### Гонзага
1. Федерико II Гонзага (Федерико II Мантуанский) (1533—1540), муж Маргариты Монферрат
2. Франческо I, сын (1540—1550)
3. Гульельмо X, брат, маркграф Монферрат (1550—1574), герцог Монферрат (1574—1587) под именем Гульельмо I
4. Винченцо I (1587—1612), сын
5. Франческо II, сын (18.02.1612 — 22.12.1612)
6. Фернандо, брат (1612—1626), кардинал (1605—1615), сложил духовное звание в 1615
7. Винченцо II, брат (29.10.1626 — 25.12.1627), кардинал (1615—1617), сложил духовное звание в 1617
8. Карл I Гонзага, сын Луиджи, внук Федерико II Монферратского (1627—1637), герцог Невер и Ретель (1595—1637), герцог Мантуи (1627—1637)
9. Карло II, сын (1627—1631), соправитель
10. Мария II, дочь Франческо II, жена Карло II (1627—1660)
11. Карло III, сын Марии II и Карло II (1637—1665)
12. Карл Фердинанд, сын (1665—1708)